# Psicologia dell'invecchiamento
(Max Weber, Il lavoro intellettuale come professione, Einaudi, Torino, 1971)
La psicologia dell'invecchiamento o psicogeriatria (più raramente, psicologia gerontologica) è una branca della psicologia che si occupa sia dei problemi psicologici dell'anziano, sia del processo di invecchiamento da un punto di vista psicologico e neuropsicologico.
La persona anziana può presentare problemi che si acuiscono nella terza età, ma che prima erano latenti, oppure disagi peculiari di questo periodo della vita, dovuti a vari motivi:  problemi medici, decadimento cognitivo, riduzione della vita di relazione, mancata o parziale elaborazione del lutto per la morte del compagno/a, etc.

## Ricerche psicosociali
Le ricerche psicosociali vertono essenzialmente sugli aspetti cognitivi, sociali ed ambientali dell'invecchiamento. 
La vecchiaia può essere accompagnata da processi psicosociali di isolamento relazionale, legati a vari fattori: il disgregarsi del gruppo sociale nel quale si era investita la propria affettività, l'allontanamento dei figli che ormai hanno una vita propria, la perdita di congiunti ed amici, la riduzione dell'autonomia in termini di possibilità economiche e di movimento, il notevole aumento del tempo libero senza una rete di riferimento sociale.

## Ricerche psicogeriatriche
Le ricerche psicologiche e psicosessuali si occupano dei disturbi psichici nell'anziano (psicologia gerontologica e psichiatria geriatrica). 
Nella vecchiaia si possono riscontrare:
- riduzione della memoria a breve termine
- tempi di reazioni allungati: riconoscere uno stimolo, selezionare una risposta da mettere in atto ed eseguirla risulta un compito sempre più gravoso;
- tendenza all'isteresi cognitiva (irrigidimento): vi è sempre più difficoltà a disimparare vecchie abitudini e a impararne delle nuove;
- declino di alcuni processi cognitivi, da imputarsi non tanto al progredire dell'età di per sé, quanto spesso ad una riduzione d'uso degli stessi.